# US-Bangla Airlines
US-Bangla Airlines (in bengalese: ইউএস বাংলা এয়ারলাইন্স) è una compagnia aerea del Bangladesh di proprietà privata con sede a Dacca e hub all'aeroporto Internazionale di Dacca-Shahjalal. US-Bangla è la più grande compagnia aerea privata del Bangladesh in termini di dimensioni della flotta e in assoluto la seconda compagnia aerea più grande dopo la compagnia di bandiera Biman Bangladesh Airlines.
Sebbene la compagnia ne sia la società di punta, il gruppo madre US-Bangla possiede numerose attività in altri settori come quello immobiliare, dell'istruzione, dei media, dell'elettronica, dei prodotti alimentari di consumo.

## Storia
US-Bangla Airlines ha iniziato le operazioni con voli nazionali il 17 luglio 2014. Inizialmente, la compagnia ha lanciato due destinazioni nazionali, Chittagong e Jessore dal suo hub a Dacca. I voli per Cox's Bazar dalla capitale sono stati lanciati ad agosto. In ottobre, la compagnia ha iniziato voli per Saidpur.
Nel luglio 2016, la compagnia aerea ha annunciato l'intenzione di inserire gradualmente i suoi primi tre Boeing 737-800 nel settembre dello stesso anno e di lanciare successivamente nuove rotte internazionali, ad esempio verso Singapore e Dubai. Il 29 aprile 2019, US-Bangla ha iniziato i voli per Canton, diventando la prima compagnia aerea del Bangladesh ad operare voli per la Cina. La compagnia ha iniziato i voli da Dacca a Chennai (via Chittagong) il 31 marzo 2019 diventando anche la prima compagnia aerea del Bangladesh ad operare voli per l'India meridionale.
Nel febbraio 2019, US-Bangla Airlines ha annunciato un ordine per quattro ATR 72-600, da utilizzare sui voli nazionali. Il 22 marzo 2019, il primo aereo è stato consegnato da Tolosa a Dacca via El Dabaa e Mascate.
A settembre 2019, US-Bangla Airlines è diventata la seconda compagnia aerea più grande del Bangladesh in termini di dimensioni della flotta dopo Biman Bangladesh Airlines.
La compagnia aerea ha avviato voli diretti da Sylhet ad altre città del Bangladesh come Chittagong, Cox's Bazar e Jessore, nonché un volo da Chittagong a Jessore, al fine di rendere la città di Sylhet più accessibile, a partire dalla metà del 2020.
US-Bangla Airlines ha anche annunciato l'intenzione di aggiungere altre quattro rotte internazionali verso Abu Dhabi, Colombo e Malé all'inizio del 2021. Tuttavia il piano è stato colpito dalla pandemia di COVID-19.
Nel novembre 2021, un'autorità di alto livello della US-Bangla ha divulgato il piano di espansione delle compagnia, ovvero l'intenzione di aggiungere sette nuove rotte internazionali, ovvero Gedda, Dammam, Medina, Riyadh, Sharja, Abu Dhabi e Colombo. La compagnia aerea prevede anche di introdurre il volo Dacca-New York nel 2023, se il Bangladesh guadagnerà la categoria–I dell'aviazione civile entro il 2022. Successivamente, poche destinazioni in Europa, ad esempio Londra, Parigi, Amsterdam e Roma, dovrebbero essere introdotte entro il 2023. La compagnia aggiungerà anche otto nuovi Airbus A321LR alla sua flotta entro il 2023. Il 9 febbraio 2024 un Airbus A330-300 è stato introdotto nella flotta di US-Bangla Airlines, da Cebu Pacific. È stato il primo aereo di media grandezza della compagnia. Si è previsto anche l'arrivo di altri due velivoli dalla compagnia irlandese Avolon.

## Flotta

### Flotta attuale

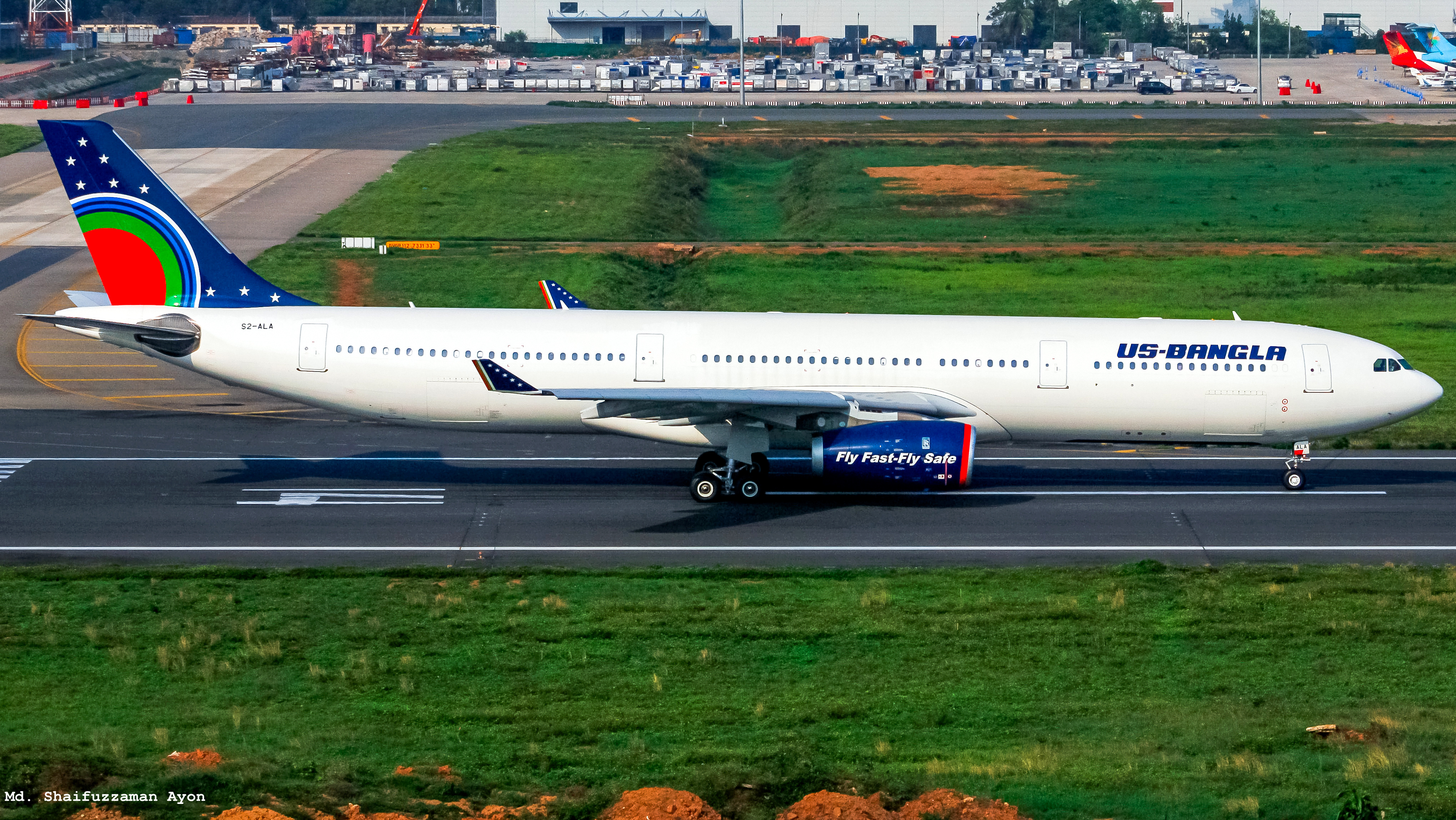
Un Airbus A330-300.

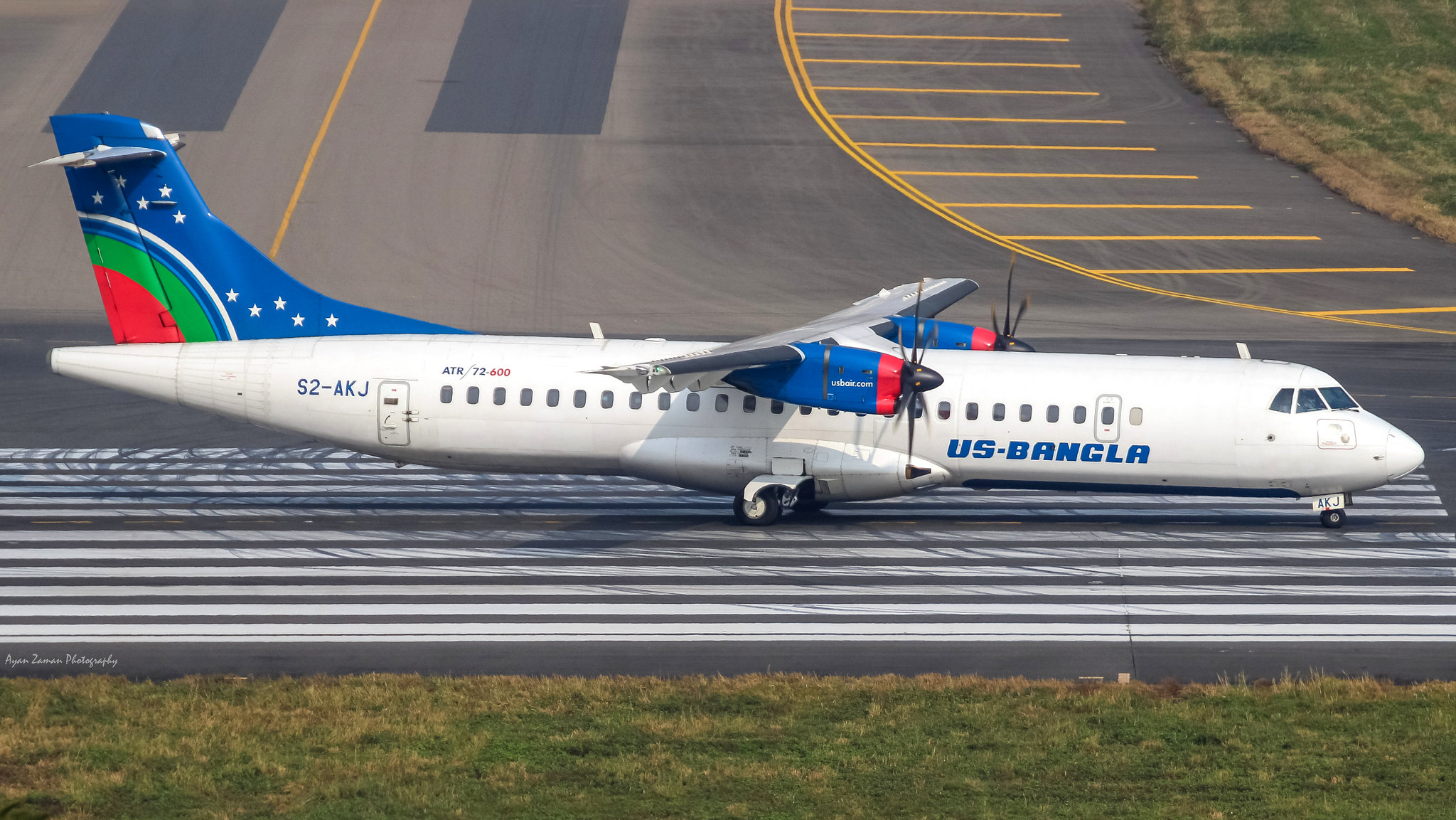
Un ATR 72-600.

Ad agosto 2024 la flotta di US-Bangla Airlines è così composta:

### Flotta storica
Nel corso degli anni, US-Bangla Airlines ha operato con i seguenti aeromobili:

## Incidenti
- Il 12 marzo 2018, il volo US-Bangla Airlines 211, operato da un Bombardier Q400 con 67 passeggeri e 4 membri dell'equipaggio a bordo, si è schiantato durante l'atterraggio all'aeroporto Internazionale di Tribhuvan, provocando la morte di 51 delle 71 persone a bordo. Il rapporto finale sull'incidente, pubblicato il 27 gennaio 2019, concludeva che "la probabile causa dell'incidente è dovuta all'incapacità del pilota di comprendere la situazione e gestire l'aereo. Inoltre, il comandante era condiscendente e non ha seguito la procedura quando ha parlato con il suo primo ufficiale. Il primo ufficiale era una donna di 25 anni, e il capitano Abid aveva una nota tendenza a discriminare quelli di sesso femminile. A causa di ciò l'aereo si è schiantato".[13][14]